# San Simeone Profeta (titre cardinalice)
Le titre cardinalice de Saint Siméon a été créé le 4 décembre 1551 par le pape Jules III et supprimé par le pape Sixte V en 1587. Ce titre était parfois connu sous le nom de san Simeone in Posterula. Il était attaché à l'ancienne église Saint-Siméon Prophète, à Rome située dans le rione Ponte et dont il ne reste aujourd'hui que la façade.

## Titulaires
- Giacomo Puteo (1551-1555)
- Virgilio Rosario (1557-1559)
- Bernardo Salviati (1561-1566)
- Vacante (1566-1570)
- Charles d'Angennes de Rambouillet (1570)
- Giovanni Aldobrandini (1570-1573)
- Vacant (1573-1584)
- Scipione Lancellotti (1584-1587)
- Titre supprimé en 1587